# クリス・ゴールド
クリス・ゴールド（Chris Gould 1985年12月10日 - ）は、ジョージア州ジェサップ出身の元アメリカンフットボール選手、アメリカンフットボールコーチ。現在NFLのデンバー・ブロンコスでアシスタントコーチをしている。現役時代のポジションはプレースキッカー。

## 経歴

### 選手時代
バージニア大学では怪我から復帰した1年目にパンターとして出場、平均38.6ヤードを記録した。2年目の2004年は開幕からパンターとして出場、平均40.0ヤードを記録した。この数字はバージニア大学のパンターとしては、2001年以来となる記録であった。3年目よりプレースキッカーとしても起用され、FGは、19回中11回成功させた。最終学年は、FG20回中16回成功、エクストラポイントは2回失敗した。
2008年のNFLドラフトで指名されなかったゴールドは2シーズンフットボールから遠ざかった。
当初は2009年からアリーナフットボールリーグでのプレーを予定していたが、リーグが破産し解散したため、その年はプレーできず、2010年にアリーナフットボールリーグのシカゴ・ラッシュと契約を結んだ。彼は2010年のオールアリーナチームのファーストチームに選ばれた。シカゴ・ラッシュで、2シーズンプレーした後、2012年にアリゾナ・ラトラーズと契約、第25回アリーナボウル優勝チームの一員となった。

### コーチ歴
2012年、シラキューズ大学のスペシャルチームクオリティコントロールコーチに就任、2014年まで3シーズン務めた。
2015年、デンバー・ブロンコスのスペシャルチームクオリティコントロールコーチに就任、2016年2月7日の第50回スーパーボウルでブロンコスがカロライナ・パンサーズを24-10で破り、優勝チームの一員となり、スーパーボウルリングを手に入れた。
2017年1月、ブロンコスのアシスタントスペシャルチームコーチに就任した。
ブロンコスでは彼の指導の下、キッカーのブランドン・マクマナスは、2015年から2018年までの4シーズンでFG136回中113回成功（成功率83.1%）、471得点（2015年から2018年までの4シーズンでNFL8位）、ロングスナッパーのケイシー・クライターは、プロボウルに初出場した。

## 人物
兄のロビー・ゴールドは、NFL選手で現在サンフランシスコ・フォーティナイナーズでプレースキッカーを務めている。